# سلفادور فلوريس هويرتا
سلفادور فلوريس هويرتا (بالإسبانية: Salvador Flores Huerta)‏ هو كاهن كاثوليكي مكسيكي، ولد في 17 فبراير 1934، وتوفي في 14 ديسمبر 2018.